# La Masica
La Masica is een gemeente (gemeentecode 0105) in het departement Atlántida in Honduras. De gemeente grenst aan de Atlantische Oceaan.
Het dorp La Masica bestaat sinds 1885 en hoorde eerst bij de gemeente San Francisco. In 1922 werd de gemeente onafhankelijk.
De gemeente bevindt zich tussen de rivier Cuero en de beek La Presa.

## Bevolking
De bevolking is als volgt verdeeld:
| Vrouwen | 15.629 | 51% |
| Mannen  | 14.990 | 49% |

## Dorpen
De gemeente bestaat uit 19 dorpen (aldea), waarvan de grootste qua inwoneraantal: La Masica (code 010501) en San Juan Pueblo (010514).